# Bruce Wilson
Bruce Alec Wilson (né le 20 juin 1951 à Vancouver en Colombie-Britannique) est un joueur de soccer international canadien, qui évoluait au poste de défenseur.

## Biographie

### Carrière en sélection
Avec l'équipe du Canada, il dispute 53 matchs (pour aucun but inscrit) entre 1974 et 1986. Il figure notamment dans le groupe des sélectionnés lors de la coupe du monde de 1986. Lors du mondial il dispute trois matchs : contre la France, la Hongrie et enfin l'URSS.
Il participe également aux JO de 1984, atteignant le stade des quarts de finale.